# Sjilka
Sjilka är en flod i Zabajkalskij kraj i östra Ryssland. Den är källflöde till Amur som bildas vid sammanflödet av Sjilka och floden Argun. Namnet kommer av sjilki, evenkernas ord för "trång dal".

## Geografi
Sjilka bildas när de två floderna Onon och Ingoda flyter samman och är segelbar från staden Nertjinsk. Onon har sin källa i sydligaste delen av Jablonojbergen 1274 m. ö. h. på gränsen mellan Mongoliet och Transbajkalien samt flyter i nordöstlig huvudriktning, upptar fr. v. Ingoda,
som upprinner 2450 m. ö. h. och i sin övre del flyter jämsides med Onon. Stränderna längs Sjilka är bergiga, flodloppet snabbt och bifloderna icke många eller stora. Vid Ustj Strjelka sammanflyter Sjilka med Argun, varefter floden får namnet Amur. Där är flodens bredd 1 km men djupet bara 3 m.